# Иркутский авиационный завод
Иркутский авиационный завод (фирменное наименование — филиал ПАО «Яковлев» — Иркутский авиационный завод) — российское авиастроительное предприятие.
Входит в состав корпорации «Яковлев». Бывшее ОАО «ИАПО» (в советский период — завод № 39), производитель самолётов КБ «Сухой» (в том числе Су-30МК для ВВС Индии, Китая, Малайзии, Алжира, Индонезии, Венесуэлы). Кроме того, производит компоненты авиационной техники для концерна Airbus, начато развертывание программы производства пассажирского самолёта МС-21.
Испытательные полёты производятся на экспериментальном аэродроме Иркутск-2, непосредственно примыкающем к территории завода. Трудовой коллектив ИАЗ насчитывает около 12500 человек. Иногда «иркутским авиазаводом» называли Иркутский авиаремонтный завод № 403 гражданской авиации, прекративший своё существование в 2008 году.
Из-за вторжения России на Украину Иркутский авиационный завод находится под санкциями всех стран Евросоюза, США и других государств

## История
- 28 марта 1932 года Наркоматом тяжёлой промышленности СССР был издан приказ № 181 о строительстве авиазавода в Иркутске. Завод получил название «Иркутский авиационный завод № 125».
- 1934 — завод приступил к постройке первого своего самолёта — истребителя-моноплана И-14.
- В октябре 1941 на территорию Иркутского авиазавода был эвакуирован Московский авиационный завод № 39.
- 8 декабря 1941 г. был издан приказ народного комиссара авиационной промышленности СССР № 1139 об объединении двух заводов — Иркутского авиационного завода № 125 им. И. В. Сталина и Московского авиационного завода № 39 имени В. Р. Менжинского. С 19 декабря 1941 г. это было уже одно предприятие, которое стало называться ордена Ленина и ордена Трудового Красного Знамени авиационный завод № 39 им. И. В. Сталина[2].
- 14 мая 1975 года Приказом МАП № 2111 от завод получил название «Иркутский авиационный завод».
- 24 февраля 1976 года Указом Президиума Верховного Совета СССР был награждён орденом Октябрьской революции.
- В связи с образованием у завода филиалов приказом МАП № 205 от 21 апреля 1989 года ИАЗ преобразован в «Иркутское авиационное производственное объединение» (ИАПО).
- 1992 — на ИАПО прошёл процесс приватизации.
- В августе 1997 года ОАО ИАПО получило заключение о соответствии системе качества изготовления самолётов международному стандарту ISO-9002.

## Продукция
В разные годы завод производил:
- Истребитель И-14 — 1935—1937
- Скоростной бомбардировщик СБ — 1936—1940
- Пикирующий бомбардировщик Пе-2 — 1941—1943
- Дальний истребитель Пе-3 — 1942—1943
- Дальний бомбардировщик Ил-4 — 1942—1944
- Дальний бомбардировщик Ил-6 — 1943
- Дальний бомбардировщик Ер-2 — 1944—1946

Як-28 перед зданием ИАЗа

- Фронтовой бомбардировщик Ту-2 — 1947—1950
- Торпедоносец Ту-14 — 1948—1953
- Фронтовой бомбардировщик Ил-28 — 1953—1953
- Транспортный самолёт Ан-12 — 1956—1962
- Бомбардировщик Як-28 — 1960—1971
- Транспортный самолёт Ан-24 — 1967—1971
- Учебно-боевой самолёт МиГ-23УБ — 1970—1985
- Истребитель-бомбардировщик МиГ-27 — 1977—1983
- Учебно-боевой самолёт Су-27УБК — 1986
- Истребитель-перехватчик Су-30К — 1992
- Самолёт-амфибия Бе-200 — 1992—2011 (производство самолёта передано в ТАНТК им. Бериева)
- Многоцелевой боевой самолёт Су-30МК — с 1997
- Многоцелевой боевой самолёт Су-30КН — с 1998
- Учебно-боевой самолёт Як-130 — с 2008
- Многофункциональный сверхманевренный истребитель СУ-30СМ — с 2012
- Пассажирский самолёт МС-21 — с 2014 (первый полёт состоялся 28 мая 2017 года[3])
- Учебно-тренировочный самолёт Як-152 (первый полёт состоялся 29 сентября 2016 года[4])

Продукция завода поставляется в 37 стран мира: Вьетнам, Индия, Бангладеш, Китай, Афганистан, Египет и другие.

## Производственная база
Агрегатно-сборочное производство оснащено клепальным автоматом фирмы Broetje-Automation GmbH.

## Директора Иркутского авиационного завода
Люшинский, Александр Данилович 1932 г. 

Ирьянов, Владимир Григорьевич 1932—1935 гг. 

Макар, Евсей Григорьевич 1935—1936 гг. 

Горелиц, Абрам Григорьевич 1936—1937 гг. 

Левин, Израиль Соломонович 1938—1940 гг. 

Иосилович, Исаак Борисович 1940—1942 гг. 

Абрамов, Виктор Иванович 1942—1946 гг. 

Петров, Кирилл Александрович 1946—1947 гг. 

Семёнов, Михаил Павлович 1948—1952 гг. 

Иванченко, Сергей Кузьмич 1953—1960 гг. 

Хлопотунов, Анатолий Сергеевич 1960—1968 гг. 

Максимовский, Виктор Афанасьевич 1968—1979 гг. 

Горбунов, Геннадий Николаевич 1980—1993 гг. 

Фёдоров, Алексей Иннокентьевич 1993—1997 гг. 

Ковальков, Владимир Васильевич 1997—2008 гг. 

Вепрев, Александр Алексеевич 2008 — настоящее время

## Главные инженеры (технические директора) Иркутского авиационного завода
- Хомский, Давид Моисеевич 1932—1935 гг.
- Калганов, Юрий Васильевич 1935—1938 гг.
- Редин, В. Т. 1938—1940 гг.
- Климов, Иван Иванович 1940—1941 гг.
- Абрамов, Виктор Иванович 1941—1942 гг.
- Петров, Кирилл Александрович 1942 −1946 гг.
- Ситников, Иван Константинович 1946—1952 гг.
- Нешумаев, Анатолий Дмитриевич 1952—1959 гг.
- Яковлев, Тимофей Александрович 1959—1960 гг.
- Лениц, Николай Иосифович 1960—1964 гг.
- Кугель, Феликс Романович 1964—1988 гг.
- Федоров, Алексей Иннокентьевич 1988—1993 гг.
- Ковальков, Владимир Васильевич 1994—1997 гг.
- Вепрев, Александр Алексеевич 1997—2008 гг.
- Сергунов, Александр Викторович 2008 — настоящее время

## Санкции
3 марта 2022 года, на фоне вторжения России на Украину, завод попал под санкции США в качестве ответа на «преднамеренно спровоцированную войну России против Украины», отмечая что «предприятие проектирует, разрабатывает и производит оружие, которое путинские военные используют для защиты от Украины».
16 декабря 2022 года Иркутский авиационный завод попал под санкции всех стран Евросоюза. Компаниям стран Евросоюза запрещены транзакции с авиазаводом. 26 мая 2023 года завод внесён в санкционный список Украины «в ответ на спровоцированное вторжение России в Украину».
По аналогичным основаниям авиационный завод находится под санкциями Швейцарии, Японии и Новой Зеландии

## Аварии и авиакатастрофы
- 26 декабря 2013 года в Иркутске в 21:39 по местному времени потерпел катастрофу самолёт Ан-12 иркутского авиазавода, следовавший рейсом из Новосибирска в Иркутск с 6 членами экипажа и 3 пассажирами на борту. Транспортник упал на складские помещения Минобороны. В результате все девять человек, находившиеся на борту, погибли.[11]
- Катастрофа Ан-124 в Иркутске 6 декабря 1997 года. Транспортный самолёт Ан-124-100 ВВС России, выполняя взлёт с аэродрома Иркутского авиазавода, из-за последовательного отказа трёх из четырёх двигателей упал на жилые дома микрорайона авиастроителей сразу после взлёта (около улицы Мира). В катастрофе погибли 72 человека. В 1999 году на месте одного из разрушенных домов в память о погибших построена церковь Рождества Христова.
- Катастрофа 8 июня 1972 года при выполнении испытательного полета на МиГ-23УБ. Экипаж Г. М. Куркая и В. Ф. Новикова испытывал очередную серийную «спарку». В полёте отказал двигатель, а внизу был Иркутск. Лётчики стали «тянуть» машину к заводской полосе, уводя истребитель от жилых кварталов. Не долетев всего 350 метров до ВПП, самолёт рухнул прямо на территории завода, между корпусами. Самолёту не хватило пары метров высоты, тогда он не зацепился бы за крышу цеха. Во время падения самолёт перевернулся кабиной вниз. Экипаж долго не могли вытащить из кабин. Теперь на месте падения воздвигнута памятная стела. У лётчиков-испытателей ИАПО 8 июня — День памяти. В лётной комнате традиционный ритуал — с магнитофонной записи того рокового полёта звучат голоса погибших товарищей… Куркай похоронен на Введенском кладбище в Москве.
- Крушение Су-30 в Иркутске 23 октября 2022 года.